# Kylie Minogue
Kyle Ann Minogue, OBE (/mɪˈnoʊɡ/; sinh ngày 28 tháng 5 năm 1968) hay còn được biết đến với nghệ danh Kylie, là một nữ nghệ sĩ thu âm, người sáng tác nhạc kiêm diễn viên người Úc. Tham gia ngành công nghiệp truyền hình từ thuở nhỏ, cô nhận được sự chú ý khi thủ vai Charlene Robinson trong chương trình truyền hình dài tập của Úc Neighbours. Sau khi tham gia một tập phim năm 1987 thu về gần 20 triệu người theo dõi tại Anh Quốc, cô rời chương trình vào năm kế tiếp và ký hợp đồng cùng hãng thu âm PWL. Album phòng thu đầu tay Kylie (1988) chạm mốc 7 triệu bản trên toàn cầu và cho ra đĩa đơn quán quân UK Singles Chart "I Should Be So Lucky". Album phòng thu thứ 2 Enjoy Yourself (1989) được 4 lần chứng nhận Bạch kim bởi British Phonographic Industry và có toàn bộ đĩa đơn phát hành lọt vào top 5 UK Singles Chart.
Năm 1992, cô rời hãng PWL và ký kết với Deconstruction Records, xuất bản album phòng thu cùng tên (1994) và Impossible Princess (1998) với các ảnh hưởng mang đậm tính thể nghiệm. Sự nghiệp của Minogue thăng hoa trở lại từ khi hợp tác cùng hãng Parlophone và quay lại với dòng nhạc dance thịnh hành trong Light Years (2001) và bài nhạc ăn khách "Spinning Around". Fever (2001) trở thành album phòng thu thành công nhất của cô tại nhiều quốc gia, trong đó có Hoa Kỳ. Trong xuyên suốt sự nghiệp, Minogue đã phát hành nhiều đĩa đơn thành công, bao gồm "The Loco-Motion", "Especially for You", "Hand on Your Heart", "Better the Devil You Know", "Confide in Me", "Spinning Around", "Can't Get You Out of My Head", "Come into My World", "Slow", "2 Hearts" và "All The Lovers".
Vào năm 2005, Minogue được chẩn đoán mắc bệnh ung thư vú trong lúc thực hiện Showgirl: The Greatest Hits Tour. Sau thời gian chữa trị, cô trở lại với chuyến lưu diễn dưới cái tên Showgirl: The Homecoming Tour. Cô còn quay lại nghiệp diễn xuất trong Jack & Diane và bộ phim tranh giải Cành cọ vàng Holy Motors (2012). Minogue xuất hiện trong mùa thứ ba của cuộc thi The Voice Anh Quốc và The Voice Úc trong vai trò giám khảo. Cô còn đầu tư dòng sản phẩm cá nhân, sách trẻ em và thời trang. Hãng Darenote của Minogue phân phối các sản phẩm, đĩa thu âm và đồ gia dụng của cô trên toàn cầu.
Minogue đã bán ra hơn 80 triệu đĩa nhạc toàn thế giới và là chủ nhân của 16 giải ARIA, 3 giải Brit và 1 giải Grammy. Cô từng được Chính phủ Pháp trao tặng giải Ordre des Arts et des Lettres cho những đóng góp về văn hóa Pháp và được Đại học Anglia Ruskin vinh danh là Tiến sĩ Khoa học Y tế (D.H.Sc.) tại Anh Quốc bởi những đóng góp trong việc nâng cao nhận thức về căn bệnh ung thư vú. Tại lễ kỷ niệm lần thứ 25 của Giải thưởng âm nhạc ARIA vào tháng 11 năm 2011, Kylie Minogue được hiệp hội Hiệp hội Công nghiệp ghi âm Úc bổ nhiệm vào Đại sảnh Danh vọng ARIA.

## Cuộc đời và sự nghiệp

### 1968–86: Thời niên thiếu và khởi nghiệp
Kylie Ann Minogue sinh ngày 28 tháng 5 năm 1968 tại Melbourne, Úc. Cô là con cả trong gia đình của Ronald Charles Minogue, một nhân viên kế toán mang gốc gác Ireland; và Carol Ann (họ gốc là Jones), một cựu vũ công người xứ Wales. Jones từng ngụ tại Maesteg, Wales cho đến lúc lên 10, khi cha mẹ bà, Denis và Millie Jones, quyết định dời đến Úc để sinh sống. Trong gia đình bên ngoại, Kylie còn có một người bà mang dòng máu Anh. Cô có hai người em, Brendan (cùng sinh năm 1968) là một chuyên viên thu hình tin tức tại Úc; và Dannii Minogue (sinh năm 1971) cũng là một ca sĩ nhạc pop kiêm chủ trì chương trình truyền hình. Gia đình Minogue phải thường xuyên rong ruổi tại nhiều vùng ngoại ô tại Melbourne để duy trì chi phí sinh hoạt, điều luôn khiến Kylie cảm thấy bất an khi còn nhỏ. Trong hoàn cảnh túng thiếu, Ron phải làm việc như một nhân viên kế toán ở hãng xe của gia đình, còn Carol là người pha trà tại bệnh viện địa phương. Những đứa con nhà Minogue được nuôi nấng tại Surrey Hills, Melbourne và theo học tại trường Trung học Camberwell.
Chị em nhà Minogue bắt đầu sự nghiệp trên sóng truyền hình Úc từ khi còn nhỏ. Lúc mới 11 tuổi, Kylie đã tham gia nhiều loạt chương trình truyền hình như The Sullivans và Skyways trong những vai nhỏ lẻ, trước khi được nhận vai chính trong chương trình The Henderson Kids vào năm 1985. Cảm thấy hứng thú trong việc theo đuổi sự nghiệp âm nhạc, cô từng thực hiện một đoạn băng thu thử cho các nhà sản xuất của chương trình âm nhạc hàng tuần Young Talent Time, nơi Dannii thường xuyên góp mặt. Sau đó, Kylie được tham gia chương trình và được trình diễn lần đầu trước sóng truyền hình vào năm 1985, cho dù cô không được mời gia nhập vào đoàn. Thành công của Dannii phần nào lấn lướt hơn sự nghiệp diễn xuất của Kylie, cho đến khi Kylie được tuyển vai trong loạt chương trình truyền hình dài tập Neighbours vào năm 1986. Cô vào vai Charlene Mitchell, một nữ sinh có tương lai trở thành thợ cơ khí. Trong một tập phim vào năm 1987, khi lấy việc Mitchell thành hôn cùng nhân vật Scott Robinson (do Jason Donovan thủ vai) làm bối cảnh chính, đã có gần 20 triệu khán giả tại Anh Quốc theo dõi, trở thành một trong những tập chương trình truyền hình Úc được theo dõi nhiều nhất trên toàn cầu 
Sự nổi danh của cô tại Úc được đánh dấu trong một sự kiện của Giải Logie, khi cô trở thành người đầu tiên chiến thắng 4 hạng mục trong một mùa giải, và là người trẻ tuổi nhất nhận giải "Gold Logie" cho "Cá nhân được yêu thích trên truyền hình Úc Châu", với kết quả được dựa trên phiếu bầu của công chúng.

### 1987–92:Kylie,Enjoy Yourself,Rhythm of LovevàLet's Get to It
Trong đêm nhạc từ thiện Fitzroy Football Club cùng dàn diễn viên Neighbours, Minogue song ca cùng diễn viên John Waters trong bài hát "I Got You Babe" và "The Loco-Motion", rồi sau đó ký kết hợp đồng cùng Mushroom Records vào năm 1987. Đĩa đơn đầu tay của cô, "The Loco-Motion" có 7 tuần giữ ngôi quán quân trên bảng xếp hạng Australian Singles Charts và trở thành đĩa đơn bán chạy nhất tại Úc trong thập niên 1980, đồng thời giúp cô nhận giải ARIA Award cho đĩa đơn bán chạy nhất của năm. Thành công của bài hát đưa Minogue đến Anh Quốc cùng Gary Ashley, nhà đại diện của Mushroom Records, để hợp tác cùng những nhà sản xuất Stock, Aitken & Waterman. Họ biết chút ít về Minogue và quên hẳn việc cô tìm đến chỗ của họ; mà kết quả là bài hát "I Should Be So Lucky" được sáng tác ngay khi cô đợi bên ngoài phòng thu. Bài hát vươn lên ngôi đầu bảng tại Anh Quốc, Úc, Đức, Phần Lan, Thụy Sĩ, Israel và Hồng Kông. Minogue thắng giải ARIA Award lần thứ hai liên tiếp cho đĩa đơn bán chạy nhất năm, đồng thời mang về giải "Special Achievement Award".
Album đầu tay của Minogue, Kylie được phát hành vào tháng 7 năm 1988. Album là tập hợp của những bài hát dance-pop và trụ vững hơn 1 năm tại UK Albums Chart, có bao gồm nhiều tuần lễ đứng tại ngôi quán quân. Album được chứng nhận Vàng tại Hoa Kỳ, trong khi đĩa đơn "The Loco-Motion" đạt đến vị trí thứ 3 trên Billboard Hot 100 và vị trí số 1 trên Canadian Singles Chart. Các đĩa đơn tiếp sau cũng được đón nhận nồng nhiệt, có bao gồm "Got to Be Certain", nhà quán quân thứ 3 liên tiếp của cô trên Australian Singles Chart. Cuối năm 1988, cô rời khỏi chương trình Neighbours để tập trung cho sự nghiệp ca hát. Minogue cũng hợp tác cùng Jason Donovan trong bài hát "Especially for You" đạt ngôi đầu bảng tại Anh Quốc và vượt mốc 1 triệu bản tại đó vào tháng 12 năm 2014.
Album phòng thu thứ hai của Minogue Enjoy Yourself được phát hành vào tháng 10 năm 1989. Album đạt thành công xuyên khắp tại Anh Quốc, khu vực châu Âu, New Zealand, châu Á và châu Úc. Album còn cho ra các đĩa đơn đạt ngôi quán quân "Hand on Your Heart" và "Tears on My Pillow". Dù vậy, album thất bại trong việc chinh phục khu vực Bắc Mỹ, khiến Minogue bị chấm dứt hợp đồng cùng hãng thu âm tại Hoa Kỳ của cô, Geffen Records. Cô sau đó mở màn cho chuyến lưu diễn đầu tiên của mình, the Enjoy Yourself Tour, tại Anh Quốc, châu Âu, châu Á và châu Úc vào tháng 2 năm 1990. Cô còn tham gia góp giọng trong phiên bản thể hiện lại của "Do They Know It's Christmas?". Bộ phim đầu tay của cô, The Delinquents được phát hành vào tháng 12 năm 1989. Phim nhận những phản hồi gay gắt bởi các nhà phê bình, nhưng lại là một sản phẩm thành công về thương mại. Doanh thu phim đã vượt 200.000 bảng Anh, còn tại Úc, đây là phim địa phương có doanh thu cao thứ tư trong năm 1989 và phim địa phương có doanh thu cao nhất trong năm 1990.
Album thứ ba của Minogue, Rhythm of Love phát hành vào tháng 11 năm 1990. Album cho thấy phong cách tinh vi và trưởng thành hơn ở dòng nhạc dance và đồng thời đánh dấu việc thoát ly khỏi đội ngũ sản xuất và hình ảnh thân thiện của cô trước đây. Với mong muốn được nhìn nhận bởi tầng lớp khán giả trưởng thành hơn, Minogue bắt đầu thể hiện bản thân là một phụ nữ trưởng thành có nhận biết về tình dục trong những video âm nhạc của mình, mở đầu với "Better the Devil You Know". Mối tình của cô cùng Michael Hutchence cũng được xem như là một phần của việc lột bỏ tính cách trước đây. Các đĩa đơn trích từ Rhythm of Love thể hiện tính thương mại mạnh mẽ tại khu vực châu Âu và châu Úc. Cô sau đó mở màn cho chuyến lưu diễn Rhythm of Love Tour vào tháng 2 năm 1991.
Album phòng thu thứ tư của Minogue, Let's Get to It được phát hành vào tháng 10 năm 1991 và đạt đến vị trí thứ 15 trên UK Albums Chart, trở thành album đầu tiên của cô không thể vươn đến top 10. Trong khi đĩa đơn đầu tiên trích từ album, "Word Is Out" trượt khỏi top 10 tại UK Singles Chart, thì các sản phẩm tiếp đó là "If You Were with Me Now" và "Give Me Just a Little More Time" vẫn lần lượt góp mặt trong top 5. Để quảng bá cho album, cô mở màn cho Let's Get to It Tour vào tháng 10. Khi đã thỏa mãn các điều kiện trong hợp đồng, cô quyết định không tái ký hợp đồng thu âm nữa. Cô sau đó bày tỏ ý kiến của mình khi bị kìm kẹp bởi Stock, Aitken và Waterman, đồng thời phát biểu, "Tôi giống như một con rối ngay từ lúc ban đầu. Tôi bị hãng thu âm của mình che mắt. Tôi đã không thể nhìn sang trái hoặc phải." Album tổng hợp đầu tiên của Minogue, Greatest Hits được phát hành vào tháng 8 năm 1992. Album vươn đến ngôi đầu bảng tại Anh Quốc và vị trí thứ 3 tại Úc. Các đĩa đơn trích từ album, "What Kind of Fool" và phiên bản thể hiện lại "Celebration" của Kool & the Gang đều đạt đến top 20 tại UK Singles Chart.

### 1993–98:Kylie MinoguevàImpossible Princess
Việc ký kết hợp đồng cùng hãng Deconstruction Records của Minogue được xem là một giai đoạn mới trong sự nghiệp của cô. Album phòng thu thứ năm, Kylie Minogue phát hành vào tháng 9 năm 1994, mang về thành công thương mại tại châu Âu và Úc. Album được thực hiện bởi bộ đôi nhà sản xuất dòng nhạc nhảy Brothers In Rhythm, bao gồm Dave Seaman và Steve Anderson, những người từng sản xuất "Finer Feelings", đĩa đơn cuối cùng của cô cùng hãng PWL. Đĩa đơn đầu tiên, "Confide in Me" có 4 tuần đứng ở ngôi cao nhất của Australian Singles Chart. 2 đĩa đơn kế tiếp, "Put Yourself in My Place" và "Where Is the Feeling?" đều đạt đến top 20 của UK Singles Chart, trong khi album này cũng đạt đến vị trí thứ 4 UK Albums Chart, với doanh số đạt 250.000 bản.
Trong thời gian này, Minogue có xuất hiện trong một tập phim hài The Vicar of Dibley. Đạo diễn Steven E. de Souza tìm thấy hình ảnh của Minogue trên bìa tạp chí Who Magazine Úc trong sự kiện "30 Người đẹp nhất thế giới" và mời cô một vai cùng Jean-Claude Van Damme trong bộ phim Street Fighter. Bộ phim thu về doanh thu 70 triệu đô-la Mỹ, nhưng lại vấp phải những phản hồi gay gắt bởi các nhà phê bình, với lời chỉ trích của tác giả Richard Harrington từ The Washington Post khi gọi Minogue là "nữ diễn viên tồi nhất trong cộng đồng Anh ngữ". Cô sau đó xuất hiện cùng Pauly Shore và Stephen Baldwin trong bộ phim Bio-Dome vào năm 1996. Cô cũng góp mặt trong bộ phim ngắn năm 1995, Hayride to Hell và Diana & Me vào năm 1997.
Trong năm 1995, Minogue kết hợp cùng nghệ sĩ người Úc Nick Cave trong bài hát "Where the Wild Roses Grow". Cave có hứng thú trong việc hợp tác cùng Minogue kể từ khi nghe bài hát "Better the Devil You Know", cho rằng bài hát có chứa "một trong những ca từ mãnh liệt và day dứt nhất của dòng nhạc pop". Video âm nhạc được lấy cảm hứng từ bức họa Ophelia (1851–1852) của John Everett Millais, khi Minogue xuất hiện như một người phụ nữ bị sát hại, cơ thể cô nổi lên trên mặt hồ khi một con rắn bơi đến. Đĩa đơn nhận được sự chú ý đông đảo tại châu Âu, nơi nó vươn lên top 10 tại nhiều quốc gia và đạt đến ngôi Á quân tại Úc. Bài hát thắng giải ARIA Awards cho "Bài hát của năm" và "Phát hành pop xuất sắc nhất". Theo những lần xuất hiện tại đêm nhạc cùng Cave, cô phổ lại lời bài hát "I Should Be So Lucky" theo lối thơ tại Royal Albert Hall, Luân Đôn.
Đến năm 1997, Minogue đang có mối tình cùng nhiếp ảnh gia người Pháp Stéphane Sednaoui, người ủng hộ cô phát triển óc sáng tạo của mình. Cùng lấy cảm hứng từ nền văn hóa Nhật Bản, cả hai tạo nên hình tượng kết hợp giữa "nữ siêu anh hùng geisha và manga" cho những tấm ảnh nằm trong album phòng thu thứ sáu của Minogue Impossible Princess và video cho "German Bold Italic", một sự kết hợp của Minogue cùng Towa Tei. Cô bày tỏ niềm cảm hứng từ âm nhạc của những nghệ sĩ như Shirley Manson và Garbage, Björk, Tricky và U2, và các nhạc sĩ người Nhật Bản như Pizzicato Five và Towa Tei. Album còn xuất hiện nhiều sự hợp tác cùng các nhạc sĩ như James Dean Bradfield và Sean Moore của Manic Street Preachers. Chủ yếu lấy nhạc nhảy làm bối cảnh chính, Minogue phản bác lại những ý kiến cho rằng cô đang cố trở thành một nghệ sĩ độc lập. Thừa nhận ý định thoát khỏi những nhận thức mà cô tạo dựng ở thuở đầu sự nghiệp, cô chia sẻ việc sẵn sàng "quên đi sự chỉ trích đau đớn" và "chấp nhận quá khứ, giữ lấy nó, sử dụng nó". Video âm nhạc cho "Did It Again" tưởng nhớ lại những hiện thân trước đây của cô. Được đổi tên thành Kylie Minogue tại Anh Quốc sau cái chết của Công nương Diana, đây là album có lượng doanh số thấp nhất trong sự nghiệp của cô. Cuối năm đó, một chiến dịch của Virgin Radio khẳng định, "Chúng tôi đã làm một điều gì đó để cải thiện đĩa thu âm của Kylie: chúng tôi cấm chúng". Tại Úc, album đạt thành công khi có 35 xuất hiện trên bảng xếp hạng.
Chuyến lưu diễn Intimate and Live vào năm 1988 của cô được mở rộng theo yêu cầu. Thống đốc bang Victoria, Jeff Kennett, chủ trì một buổi kết nạp công dân cho Minogue tại Melbourne, và cô vẫn giữ được sự quan tâm tại Úc bởi những màn trình diễn trực tiếp, có bao gồm tại Sydney Gay and Lesbian Mardi Gras 1998, tiết mục mở màn tại Crown Casino thuộc Melbourne, và tại Fox Studios, Sydney vào năm 1999, nơi cô trình bày "Diamonds Are a Girl's Best Friend" của Marilyn Monroe và đêm nhạc Giáng sinh tại Dili, Đông Timor, kết hợp cùng United Nations Peace-Keeping Forces. Cũng trong thời gian này, cô tham gia một vai nhỏ trong bộ phim năm 2000 Cut.

### 1999–2004:Light Years,FevervàBody Language
Sau khi Minogue rời Deconstruction Records, cô song ca cùng Pet Shop Boys trong album phòng thu Nightlife của họ và tham gia trình diễn trong vở The Tempest của soạn giả Shakespeare tại Barbados trong nhiều tháng. Sau đó, cô xuất hiện trong bộ phim Sample People và thu âm một phiên bản mới cho bài hát "The Real Thing" của Russell Morris trong phần nhạc phim. Vào tháng 4 năm 1999, cô ký hợp đồng cùng hãng thu âm Parlophone. Hãng mong muốn tái tạo lại hình ảnh nghệ sĩ nhạc pop nguyên bản của Minogue, điều mà cô đã phần nào thay đổi trong thời gian hợp tác cùng Deconstruction Records.

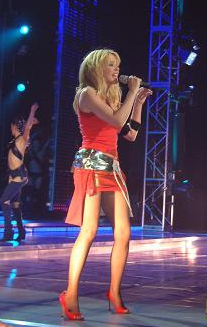
Minogue trình diễn tại đêm nhạc Money Can't Buy (2003).

Vào tháng 9 năm 2000, Minogue cho phát hành album phòng thu thứ 7, Light Years. Album là tập hợp của những bài hát nhạc dance, với những ảnh hưởng sâu sắc của disco. Album nhận được phản hồi tích cực và đạt thành công rộng khắp châu Âu, Úc, châu Á và New Zealand. Đĩa đơn đầu tiên, "Spinning Around" trở thành đĩa đơn đạt ngôi đầu bảng tại Anh Quốc trong suốt 10 năm. Ở video âm nhạc của bài hát, Minogue xuất hiện trong chiếc quần chẽn vàng, được xem là "thương hiệu" của cô sau này. Đĩa đơn thứ hai, "On a Night Like This" đạt ngôi quán quân tại Úc và ngôi Á quân tại Anh Quốc. "Kids", một bản song ca cùng Robbie Williams, cũng đồng thời đạt đến vị trí thứ 2 tại Anh Quốc.
Tại lễ bế mạc kỳ Thế vận hội Sydney 2000, Minogue tham gia trình diễn "Dancing Queen" của ABBA và đĩa đơn "On a Night Like This". Sau đó, cô thực hiện chuyến lưu diễn cháy vé On a Night Like This Tour tại Úc và Anh Quốc. Các đêm diễn mang phong cách của Sân khấu Broadway và được lấy ý tưởng từ những vở như 42nd Street, những bộ phim như Anchors Aweigh, South Pacific, các yếu tố nhạc kịch của Fred Astaire và Ginger Rogers hay những màn trình diễn trực tiếp của Bette Midler. Cô được tán dương bởi phong cách mới mẻ và tái hiện được những thành công trước đây của mình trong chuyến lưu diễn. Cô giành giải Mo cho "Nghệ sĩ trình diễn của năm". Cô cũng xuất hiện trong bộ phim Moulin Rouge! năm 2001 với vai "Cô tiên xanh".
Vào tháng 10 năm 2001, cô phát hành album phòng thu thứ 8 Fever, với những ảnh hưởng từ dòng nhạc disco kết hợp cùng các yếu tố của electropop và synthpop của thập niên 80. Album đạt ngôi quán quân tại Úc, Anh Quốc và rộng khắp châu Âu, với lượng doanh số trên toàn cầu đạt 8 triệu bản. Đĩa đơn đầu tiên trích từ album, "Can't Get You Out of My Head" là thành công lớn nhất trong sự nghiệp của cô, đạt vị trí đầu bảng tại hơn 40 quốc gia và doanh số vượt hơn 5 triệu bản. Cô đem về 4 giải ARIA, trong đó có giải "Thành tựu nổi bật nhất" và hai giải Brit cho "Nữ nghệ sĩ quốc tế xuất sắc nhất" và "Album quốc tế xuất sắc nhất". Sau khi được truyền thanh rộng khắp
tại Hoa Kỳ, hãng Capitol Records quyết định phát hành bài hát và toàn bộ album Fever tại quốc gia này vào năm 2002. Album mở đầu tại Billboard 200 ở vị trí thứ 3, trong khi "Can't Get You out of My Head" đạt đến vị trí thứ 7 tại Hot 100. Các đĩa đơn kế tiếp, "In Your Eyes", "Love at First Sight" và "Come into My World" đạt thành công trên toàn cầu, đồng thời đưa hình ảnh của Minogue đến gần hơn với thị trường âm nhạc Bắc Mỹ, chủ yếu là tại các hộp đêm. Theo sự thành công của album này, cô cũng tham gia lưu diễn tại Hoa Kỳ với đêm nhạc hội Jingle Ball. Tháng 4 năm 2002, Minogue mở màn cho chuyến lưu diễn được đầu tư lớn nhất trong sự nghiệp, KylieFever2002. Cũng trong năm đó, cô góp giọng trong bộ phim hoạt hình The Magic Roundabout được phát hành vào năm 2005 tại châu Âu. Vào năm 2003, cô nhận được một đề cử giải Grammy cho "Thu âm nhạc dance xuất sắc nhất" với "Love at First Sight", và giành giải trong cùng một hạng mục vào năm kế tiếp cho "Come into My World".
Tháng 11 năm 2003, Minogue ra mắt album phòng thu thứ 9 Body Language cùng một đêm nhạc cố định mang tên Money Can't Buy, diễn ra tại Hammersmith Apollo ở Luân Đôn. Album thoát khỏi phong cách disco mà lấy cảm hứng từ nhiều nghệ sĩ thập niên 1980 như Scritti Politti, The Human League, Adam and the Ants và Prince, hòa trộn các yếu tố của hip hop. Doanh số album này thấp hơn mong đợi, sau thành công của Fever, dù đĩa đơn đầu tiên, "Slow" đạt hạng nhất tại Anh Quốc và Úc. Tại Hoa Kỳ, "Slow" giữ vị trí hạng nhất trên bảng xếp hạng hộp đêm và nhận đề cử giải Grammy trong hạng mục "Thu âm nhạc dance xuất sắc nhất". Body Language bán được 43.000 bản trong tuần đầu và giảm mạnh vào tuần thứ hai. Vào tháng 11 năm 2004, Minogue phát hành album tuyển tập thứ hai mang tên Ultimate Kylie, bao gồm hai đĩa đơn mới "I Believe in You" và "Giving You Up".
Minogue bắt đầu mối quan hệ tình cảm với nam diễn viên người Pháp Olivier Martinez sau khi gặp gỡ tại lễ trao giải Grammy 2003. Họ chấm dứt vào tháng 12 năm 2007 nhưng vẫn còn là bạn bè của nhau. Minogue được báo cáo rất "buồn bã về những cáo buộc sai lầm [của giới truyền thông] về sự gian dối [của Martinez].

### 2005–12:X,AphroditevàThe Abbey Road Sessions

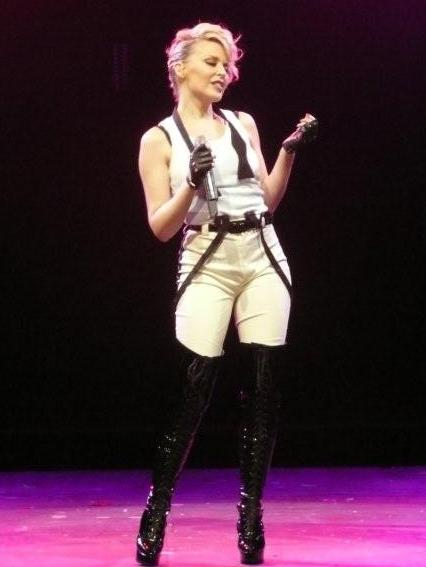
Minogue trình diễn tại KylieX2008 vào tháng 7 năm 2008.

Vào tháng 3 năm 2005, Minogue mở màn Showgirl: The Greatest Hits Tour. Sau khi trình bày tại châu Âu, cô trở về Melbourne, nơi cô được chẩn đoán mắc bệnh ung thư vú, buộc cô phải hủy chuyến lưu diễn. Cô hoàn thiện chuyến lưu diễn khi trở lại vào tháng 11 năm 2006 tại Sydney. Phần vũ đạo được thay đổi để phù hợp với tình trạng sức khỏe của cô, với khâu thay đổi trang phục lâu hơn và kéo dài phần giới thiệu giữa các tiết mục. Giới truyền thông cho rằng Minogue biểu diễn một cách mạnh mẽ, tờ Sydney Morning Herald mô tả đây là một "buổi biểu diễn công phu" và "giống như một chiến thắng".
Tháng 11 năm 2007, Minogue phát hành X, album phòng thu đánh dấu sự trở lại của cô. Phong cách electro của album được sản xuất và sáng tác bởi các cộng tác viên cũ như Guy Chambers, Dennis Cathy, Richard Stannard và những người mới như Bloodshy & Avant, Calvin Harris. X và đĩa đơn đầu tiên, "2 Hearts" lần lượt đạt ngôi quán quân tại Úc. Tại Anh Quốc, X ban đầu bán ra một cách chậm chạp nhưng sau cùng doanh số được cải thiện. Các đĩa đơn tiếp theo, "In My Arms" và "Wow", tiến đến top 10 UK Singles Chart. Tại hoa Kỳ, album giành đề cử cho "Album nhạc điện tử/dance xuất sắc nhất".
Là một phần trong chiến dịch quảng bá album, Minogue xuất hiện trong White Diamond, một bộ phim tài liệu ghi hình trong năm 2006 và 2007 lúc cô thực hiện Showgirl Homecoming Tour. Cô còn góp mặt trong The Kylie Show, bao gồm nhiều phần trình diễn ca nhạc và hài kịch với Mathew Horne, Dannii Minogue, Jason Donovan và Simon Cowell. Cô vào vai Astrid Peth trong tập phim Giáng Sinh "Voyage of the Damned" của loạt phim truyền hình Doctor Who năm 2007. Tập phim thu hút 13.31 triệu người xem, số liệu cao nhất của chương trình kể từ năm 1979.
Từ tháng 5 năm 2008, Minogue quảng bá cho X với tour diễn tại châu Âu, KylieX2008, được đầu tư tới 10 triệu bảng Anh. Chuyến lưu diễn được khen ngợi và là thành công thương mại. Sau đó, cô nhận huân chương Ordre des Arts et des Lettres của Pháp vào tháng 5, danh hiệu văn hóa cao nhất của nước Pháp. Vào tháng 7, cô chính thức được tặng huân chương Order of the British Empire từ Thái tử Charles. Cô còn thắng giải Brit cho "Nữ nghệ sĩ đơn ca quốc tế xuất sắc nhất". Vào tháng 9, cô trình diễn mở màn tại Atlantis, The Palm, một khu nghỉ mát độc quyền ở Dubai và từ tháng 11, cô tiếp tục mang KylieX2008 đến Nam Mỹ, châu Á và châu Úc. Tổng cộng, doanh thu của chương trình ước tính đạt 70 triệu đô-la Mỹ. Năm 2009, Minogue chủ trì lễ trao giải Brit với James Corden và Mathew Horne. Sau đó, cô mở màn tour For You, For Me tại Bắc Mỹ và xuất hiện trong bộ phim Ấn Độ Blue, nơi cô trình bày một bài hát của nhạc sĩ A. R. Rahman.
Tháng 7 năm 2010, Minogue phát hành album phòng thu thứ 11, Aphrodite. Trong album này, cô cộng tác cùng nhiều tác giả và nhà sản xuất mới, bao gồm Stuart Price, Calvin Harris, Jake Shears, Nerina Pallot, Pascal Gabriel, Lucas Secon, Keane's Tim Rice-Oxley và Kish Mauve. Album nhận nhiều phản hồi tích cực; Rob Sheffield từ Rolling Stone gọi đây là "tác phẩm hay nhất [của Minogue] từ Impossible Princess 1997." Aphrodite mở đầu ở ngôi quán quân tại Anh Quốc, đúng 22 năm kể từ ngày Minogue vươn đến ngôi vị số 1 lần đầu tiên tại quốc gia này. Đĩa đơn đầu tiên, "All the Lovers" là một thành công và trở thành đĩa đơn top 10 thứ 33 của cô tại Anh Quốc; các đĩa đơn còn lại, "Get Outta My Way", "Better than Today" và "Put Your Hands Up" không thể đạt thành công tương tự. Toàn bộ đĩa đơn từ album này đều dẫn đầu bảng xếp hạng US Billboard Hot Dance Club Songs.

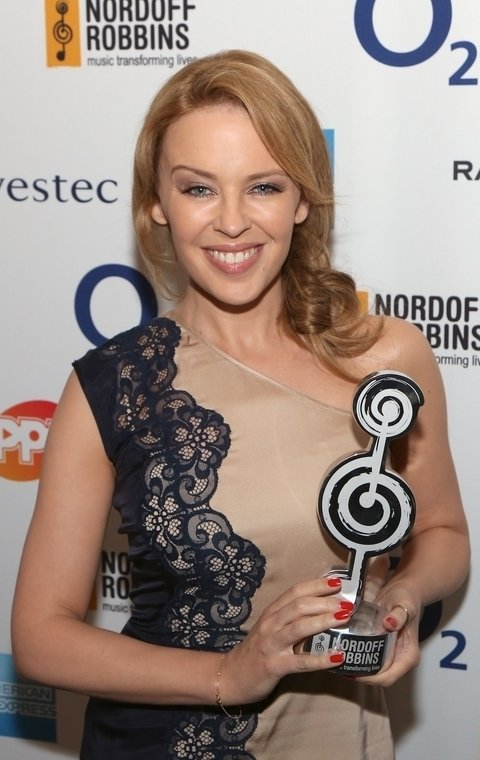
Minogue tại lễ trao giải Silver Clef Award năm 2012

Minogue thu âm bản song ca "Devotion" với ban nhạc synthpop Hurts, xuất hiện trong album Happiness của nhóm. Cô sau đó xuất hiện trong đĩa đơn quán quân US Hot Dance Club Charts, "Higher" cùng Taio Cruz. Cô trở thành nghệ sĩ đầu tiên trong lịch sử xếp hạng nhạc dance Mỹ nắm giữ 2 trong 3 thứ hạng đầu tiên. Vào năm 2010, cô phát hành đĩa mở rộng A Kylie Christmas, bao gồm các bản nhạc Giáng sinh trình bày lại–"Let It Snow" và "Santa Baby". Minogue mở màn Aphrodite: Les Folies Tour vào tháng 2 năm 2011, đi đến châu Âu, Bắc Mỹ, châu Á, Úc và châu Phi. Dàn dựng của chương trình dựa trên sự chào đời của nữ thần tình ái Aphrodite và lịch sử Hy Lạp, được các nhà phê bình đánh giá tích cực. Chương trình là một thành công thương mại, đạt 60 triệu đô-la Mỹ và lọt vào top 30 chuyến lưu diễn có doanh thu cao nhất năm.
Năm 2012, Minogue bắt đầu một chiến dịch ăn mừng 25 năm sự nghiệp ca hát, mang tên "K25". Chương trình bắt đầu bằng chuyến lưu diễn Anti Tour tại Anh và Úc, xuất hiện nhiều bài hát mặt B, những bản thu thử hiếm thấy trong danh mục âm nhạc của cô, thu về 2 triệu đô-la Mỹ từ 4 đêm diễn. Cô phát hành đĩa đơn "Timebomb" vào tháng 5, album tổng hợp The Best of Kylie Minogue vào tháng 6 và bộ đĩa K25 Time Capsule vào tháng 10. Cô trình bày tại nhiều sự kiện khắp thế giới, bao gồm Sydney Mardi Gras, Diamond Jubilee Concert của Nữ hoàng Elizabeth II, BBC Proms tại Công viên Luân Đôn 2012. Minogue phát hành album tổng hợp The Abbey Road Sessions vào tháng 10, gồm những phiên bản hòa âm cổ điển của những bài hát trước đây của cô. Album thu âm tại Abbey Road Studios, Luân Đôn, do Steve Anderson và Colin Elliot sản xuất. The album received favourable reviews from music critics and debuted at number-two in the United Kingdom. Album phát hành hai đĩa đơn, "Flower" và "On a Night Like This". Minogue trở lại diễn xuất trong phim độc lập Mỹ Jack & Diane và vai chính trong phim Pháp Holy Motors. Jack & Diane mở màn tại Liên hoan phim Tribeca vào ngày 20 tháng 4 năm 2012, trong khi Holy Motors tham gia tranh giải Cành cọ vàng tại Liên hoan phim Cannes 2012.

### 2013–nay:Kiss Me OncevàKylie Christmas
Tháng 1 năm 2013, Minogue chấm dứt với quản lý Terry Blamey, người giúp đỡ cô từ những ngày đầu ca hát. Tháng sau, cô ký kết một hợp đồng quản lý với Roc Nation. Vào tháng 9, cô xuất hiện trong đĩa đơn "Limpido" của Laura Pausini, đạt quán quân tại Ý và nhận một đề cử giải thưởng Âm nhạc Thế giới 2013 cho "Bài hát xuất sắc nhất thế giới". Cùng tháng đó, Minogue trở thành huấn luyện viên trong mùa thi thứ ba của cuộc thi tìm kiếm tài năng The Voice UK, cùng với will.i.am, Ricky Wilson và Sir Tom Jones. Chương trình mở màn với 9.35 triệu người xem ở Anh Quốc, trung bình 8.10 triệu người xem, một bước tiến lớn từ mùa hai. Các đánh giá đến Kylie trong chương trình đa số là tích cực, trước khi cô được chọn làm giám khảo cho mùa thứ ba của The Voice Australia.

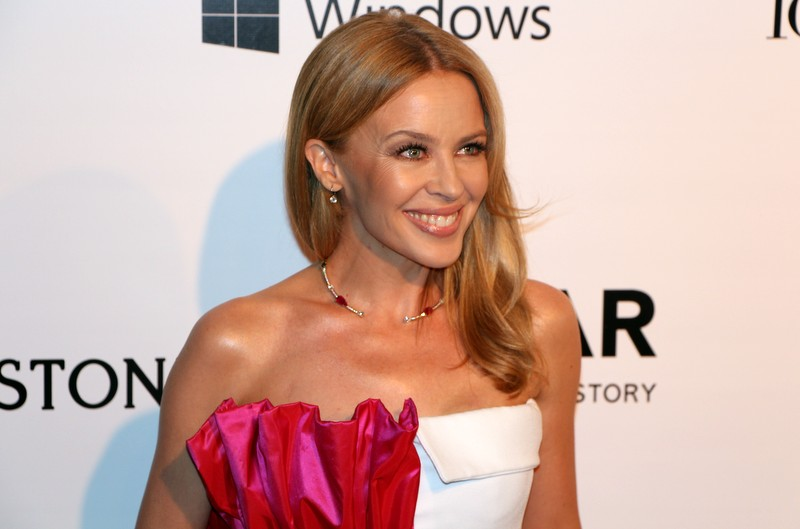
Minogue tại một sự kiện của amfAR vào năm 2015

Vào tháng 3 năm 2014, Minogue phát hành album phòng thu thứ 12 Kiss Me Once. Album này có nhiều sự hợp tác với Sia Furler, Mike Del Rio, Cutfather, Pharrell Williams, MNEK và Ariel Rechtshaid. Album đạt quán quân tại Úc và vị trí thứ hai tại Anh Quốc. Các đĩa đơn "Into the Blue" và "I Was Gonna Cancel" không thể lọt vào top 10 UK Singles Chart. Vào tháng 8, Minogue trình diễn một lượt 7 bài hát tại lễ bế mạc Commonwealth Games 2014, mặc một chiếc áo của Jean Paul Gaultier. Vào tháng 9, cô mở màn Kiss Me Once Tour.
Vào tháng 1 năm 2015, Minogue xuất hiện trong đĩa đơn "Right Here, Right Now" của Giorgio Moroder, là đĩa đơn quán quân thứ 12 của cô trên U.S. Dance Chart. Vào tháng 3, hợp đồng của Minogue với Parlophone Records kết thúc, khiến các sản phẩm âm nhạc tương lai của cô thuộc về Warner Music Group tại Úc và New Zealand. Trong tháng đó, cô cũng chấm dứt với Roc Nation "để kiểm soát sự nghiệp của mình tốt hơn."
Vào tháng 4, Minogue vào vai phóng viên Shauna trong hai tập phim truyền hình ABC Family, Young & Hungry. Minogue còn xuất hiện trong phim thảm họa San Andreas, phát hành vào tháng 5, với diễn xuất chính của Dwayne Johnson và Carla Gugino. Vào tháng 9 năm 2015, một đĩa mở rộng của cô cùng Fernando Garibay cùng Kylie + Garibay được ra mắt. Garibay và Giorgio Moroder là những nhà sản xuất của đĩa mở rộng. Vào tháng 11, Minogue là nghệ sĩ khách mời trong đĩa đơn "The Other Boys" cùng Nervo, Jake Shears và Nile Rodgers. Đây là đĩa đơn quán quân thứ 13 của cô tại U.S Dance Chart, giúp cô đứng thứ 8 trong danh sách những nghệ sĩ giành nhiều đĩa đơn đứng đầu nhất tại bảng xếp hạng này với Whitney Houston, Enrique Iglesias và Lady Gaga.
Tháng 12 năm 2015, Minogue là khách mời trong Desert Island Discs của BBC Radio 4. Cô chọn trình bày "Dancing Queen" của ABBA, "Purple Rain" của Prince và "Need You Tonight" của INXS. Minogue phát hành album Giáng sinh đầu tiên, Kylie Christmas vào tháng 12 năm 2015.

## Phong cách nghệ thuật
Minogue nổi tiếng với chất giọng soprano nhẹ nhàng. Dara Hickey đánh giá Aphrodite là album mà cô "hát ở quãng giọng cao nhất." Theo Fiona MacDonald từ Madison, Kylie "chưa bao giờ ngần ngại đưa ra những quyết định nghệ thuật táo bạo nhưng đầy hoài nghi".
Trong âm nhạc, Minogue đã thể hiện nhiều thể loại nhạc pop và dance. Dù vậy, phong cách chủ đạo là nhạc disco đương đại. Những album phòng thu đầu tiên của cô với Stock, Aitken và Waterman mang các ảnh hưởng bubblegum pop nhiều hơn, với nhiều lời so sánh cô cùng Madonna. Chris True từ Allmusic cảm thấy Kylie mang những giai điệu "bubblegum standard cuối những năm 80 của Stock-Aitken-Waterman", dù khẳng định cô thể hiện nhiều tính cách hơn bất kỳ nghệ sĩ nào từ những năm 1980. Trong album phòng thu thứ 3, Rhythm of Love ông viết rằng "sáng tác đã mạnh mẽ hơn, phần sản xuất sôi động và giọng hát của Kylie dường như tự tin hơn." Vào thời gian này, "cô bắt đầu bỏ đi một Kylie dễ mến, bubblegum pop để chuyển sang hình ảnh trưởng thành và gợi cảm hơn." Chris True khẳng định mối quan hệ của cô với Michael Hutchence "khiến vẻ ngoài trong sáng trong 2 album đầu tiên dần đổ vỡ, không chỉ bởi cách mà giới truyền thông và người hâm mộ đối xử với cô, mà còn ở sự tiến triển trong âm nhạc."
Từ album thứ 6, Impossible Princess sáng tác và nội dung âm nhạc của Minogue bắt đầu thay đổi. Cô thường xuyên viết nhiều cụm từ, khám phá thể loại và ý nghĩa các câu từ. Cô từng viết lời bài hát trước đây, nhưng gọi chúng "an toàn, chỉ là những từ vần điệu một cách ngắn gọn và chỉ có thế". Album này mang thể loại âm nhạc khác biệt ở Minogue, kết hợp giữa dòng nhạc dance-pop và trip hop". Sal Cinquemani từ Slant Magazine phát biểu rằng album mang điểm tương đồng với Ray of Light của Madonna. Ông cho rằng cô lấy cảm hứng từ "cả phong trào Brit-pop và nhạc điện tử giữa những năm 90" và "Impossible Princess là tác phẩm của một nghệ sĩ sẵn sàng mạo hiểm". Album tiếp theo, Light Years mang "dòng nhạc dance-pop thuần khiết trong mở đầu của thế kỷ 21."
Body Language khá khác biệt trong những lần thử nghiệm âm nhạc của cô, khi hòa trộn âm thanh một cách "thành công" với nhạc điện tử, dance, funk, disco, R&B và hip-hop. Tạp chí Q xếp album vào danh sách "Album hay nhất 2003". Album thứ 10 của Minogue, X trở về phong cách pop thường thấy của Minogue; giới phê bình cảm thấy album không đủ "tính nhất quán" và Chris True gọi những bài hát "dance-pop tính toán và lạnh lẽo." Dù vậy, ông cho rằng Aphrodite "thể hiện nhiều bài hát tình yêu ngọt ngào hay những bài ca dance hạnh phúc." Tim Sendra từ Allmusic cảm thấy album là "một trong những tác phẩm hay nhất của cô."

## Hình tượng công chúng
Mong muốn được công nhận như là một nghệ sĩ thu âm thực thụ của Minogue bắt nguồn từ nhận thức cô "chưa làm hết sức" và chỉ là một ngôi sao nhạc pop chế tạo từ hình ảnh trên Neighbours. Minogue nhận xét về quan điểm này, "Nếu bạn là một phần của một hãng thu âm, tôi nghĩ có thể gọi bạn, một cách công bằng, chỉ là một sản phẩm chế tạo. Bạn là một sản phẩm và bán đi một sản phẩm khác. Như vậy không có nghĩa là bạn không tài năng hay không đưa ra những quyết định sáng tạo và quyết định bạn đang muốn đi đâu."
Vào năm 1993, Baz Luhrmann giới thiệu Minogue đến nhiếp ảnh gia Bert Stern, người nổi tiếng bởi những tác phẩm với Marilyn Monroe. Stern chụp ảnh cô tại Los Angeles và so sánh cô với Monroe, khen ngợi sự hòa trộn giữa mỏng manh và gợi cảm của Minogue. trong xuyên suốt sự nghiệp, Minogue chọn nhiều nhiếp ảnh gia tạo nên một "ngoại hình" mới cho cô. Kết quả là những tấm ảnh xuất hiện trong nhiều tạp chí, như The Face, Vogue và Vanity Fair, giúp gương mặt của Minogue được biết đến rộng rãi. Nhà tạo mẫu William Baker cho rằng đây là một trong những lý do cô nổi tiếng trong văn hóa đại chúng châu Âu hơn nhiều ca sĩ nhạc pop chỉ quan tâm đến vấn đề doanh số khác.

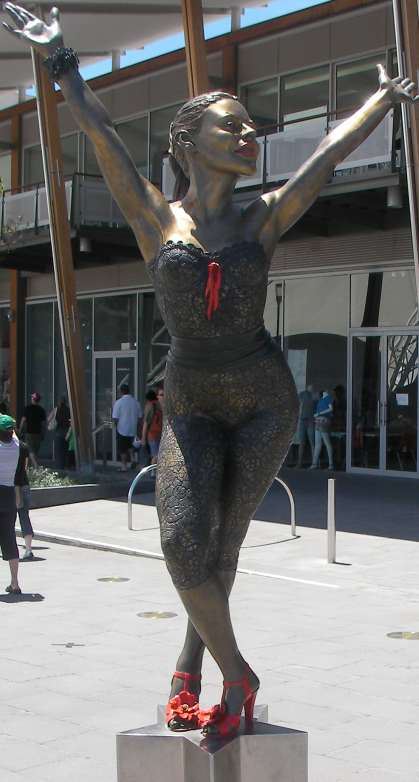
Bức tượng bằng đồng của Kylie Minogue trưng bày tại Waterfront City, Melbourne Docklands.

Đến năm 2000, Minogue được xem là người đạt đến sự nghiệp lâu dài hơn những gì giới phê bình nhận xét. Từ một cô gái hiền lành đến hình tượng phức tạp, với cá tính gợi cảm đã gây ấn tượng đến nhiều khán giả. Video âm nhạc "Spinning Around" khiến giới truyền thông gọi cô bằng cái tên "SexKylie" và tình dục trở thành yếu tố mạnh mẽ trong những video kế đến, giúp cô trở thành một biểu tượng gợi cảm; William Baker mô tả đây là một "con dao hai lưỡi", cho rằng "chúng ta luôn mặc định sử dụng vẻ ngoài gợi cảm là một công cụ phát triển con đường âm nhạc và bán đĩa nhạc. Nhưng giờ đây lại dần trở nên nguy hiểm khi lu mờ đi con người thật của cô: một ca sĩ nhạc pop." Cô xuất hiện trong danh sách "100 người phụ nữ gợi cảm nhất mọi thời đại" của tạp chí Men's Health.
Sau 20 năm trình diễn, Minogue được mô tả là "người tiên phong trong phong cách" thời trang và một "biểu tượng phong cách thường xuyên thay đổi chính mình". Cô nổi tiếng vì nhiều chuyến lưu diễn thành công và doanh số toàn cầu đạt 70 triệu đĩa nhạc. Tháng 3 năm 2010, các nhà nghiên cứu gọi Minogue là "người nổi tiếng quyền lực nhất tại Anh". Cuộc nghiên cứu cho thấy cách mà các nhà tiếp thị nhận dạng người nổi tiếng và nhãn hiệu quảng bá. Mark Husak, trưởng hãng Millward Brown tại Anh Quốc cho rằng "Kylie được chấp nhận rộng rãi là một người dân Anh Quốc. Mọi người biết, yêu thích và đưa ra nhiều thông tin tích cực xung quanh cô ấy". Vào năm 2011, tổng tài sản của Minogue được báo cáo vào khoảng 66 triệu đô-la Mỹ. Vào tháng 4 năm 2015, con số này tăng đến 55 triệu bảng Anh (khoảng 106.61 triệu đô-la Úc).
Minogue thường xuyên lấy cảm hứng và so sánh với Madonna trong xuyên suốt sự nghiệp. Nhà sản xuất Pete Waterman nhớ lại: "Cô ấy có ý định trở thành một Prince hay Madonna mới." Chuyến lưu diễn Rhythm of Love năm 1991 của Minogue bị giới phê bình đánh giá thấp vì nhiều điểm tương đồng với Blond Ambition World Tour của Madonna. Kathy McCabe trên The Telegraph chú ý rằng Minogue và Madonna có nhiều điểm tương đồng trong phong cách âm nhạc và thời trang, nhưng kết luận cả hai rất khác biệt, "Clip của Minogue có thể khiến vài người giật nảy nhưng cuộc tranh cãi về tôn giáo và chính trị của Madonna làm lu mờ bất kể nghệ sĩ nào trên hành tinh ...." Chính Minogue gọi Madonna là "niềm cảm hứng lớn với tôi về thế giới, nhạc pop và thời trang."
Minogue cũng là một biểu tượng nổi tiếng của cộng đồng người đồng tính. Cô từng phát biểu "Khán giả đồng tính luôn ở bên tôi từ những ngày đây... họ giống như đã nhận nuôi tôi." Minogue giải thích lần đầu tiên biết đến cộng đồng khán giả này vào năm 1988, khi nhiều drag queen đến trình diễn những bài hát của cô tại một quán rượu ở Sydney và Melbourne. Cô chia sẻ mình cảm thấy "vô cùng cảm động" khi có một "cộng đồng nhiệt thành" đến thế và giúp cô trình bày tại nhiều nhà hát dành riêng cho người đồng tính trên toàn cầu, cũng như tại Sydney Gay and Lesbian Mardi Gras năm 1994. Minogue sở hữu một trong những cộng đồng người đồng tính hâm mộ lớn nhất thế giới.
Vào tháng 1 năm 2007, Madame Tussauds tại Luân Đôn khánh thành bức tượng sáp thứ tư của Minogue; chỉ duy nhất nữ hoàng Elizabeth II có nhiều bức tượng hơn thế. Trong tuần đó, dấu vân tay của cô được bổ sung vào "Quảng trường Danh vọng" của Wembley Arena. Ngày 23 tháng 11 năm 2007, một bức tượng đồng của Minogue được trưng bày cố định tại Melbourne Docklands.

### Từ thiện
Năm 1989, cô tham gia thu "Do They Know It's Christmas?" cùng tập thể Band Aid II để giúp gây quỹ. Vào năm 2010, cô tiếp tục hợp tác với nhiều nghệ sĩ thu âm một phiên bản của ca khúc "Everybody Hurts". Đĩa đơn này gây quỹ giúp đỡ cứu trợ sau trận động đất 2010 ở Haiti, với lợi nhuận thuộc về quỹ Helping Haiti của Disasters Emergency Committee. Trong chuyến lưu diễn Aphrodite World Tour, trận động đất và sóng thần ập đến Tōhoku vào 2011. Cô khẳng định vẫn trình diễn tại đó, "Tại sao tôi phải hủy lịch diễn? Tôi đã suy nghĩ rất kỹ và điều này thật không dễ quyết định chút nào." Tại đó, cô và Thủ tướng Úc Julia Gillard là những khách mời đặc biệt tại buổi quyên góp hỗ trợ sau cuộc thiên tai.
Vào năm 2008, Minogue ủng hộ chiến dịch gây quỹ giúp đỡ trẻ em bị bạo hành, đến quỹ từ thiện ChildLine và Hiệp hội ngăn chặn ức hiếp trẻ em. Có khoảng 93 triệu đô-la Mỹ được quyên góp. Cô phát biểu: "Để có can đảm kể cho một ai đó khi mình bị bạo hành là một trong những quyết định khó khăn nhất của một đứa trẻ." Vào năm 2010 và 2012, cô ủng hộ Gala phòng chống AIDS của American Foundation for Aids Research (Amfar). Vào năm 2010, cô tổ chức một chiến dịch về ung thu vú lần đầu tiên, chụp ảnh cùng logo đặc biệt của Fashion Targets Breast Cancer cùng nhiếp ảnh gia Mario Testino.

### Sức khỏe

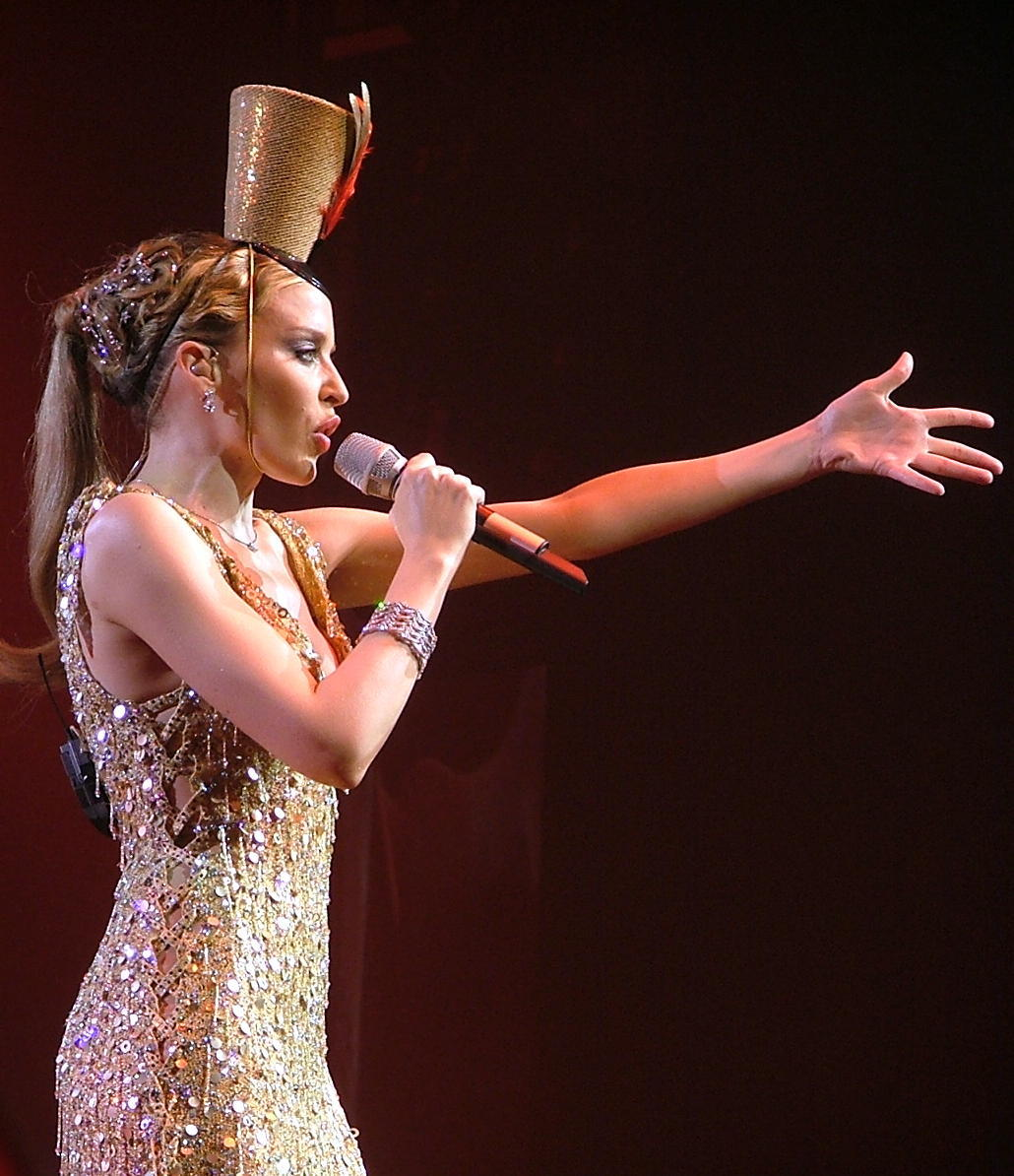
Minogue trình diễn trong Showgirl: The Greatest Hits Tour (2005) tại Paris, Pháp.

Minogue được chẩn đoán mắc bệnh ung thư vú khi 36 tuổi vào ngày 17 tháng 5 năm 2005, buộc phải hoãn chuyến lưu diễn Showgirl: The Greatest Hits Tour và sự có mặt của cô tại Glastonbury Festival. Thời gian nằm viện và điều trị của cô ở Melbourne khiến giới truyền thông bùng nổ mạnh mẽ, đặc biệt là tại Úc, nơi thủ tướng John Howard lên tiếng ủng hộ Minogue. Cũng như giới tiện truyền thông, người hâm mộ của cô bắt đầu tập hợp bên ngoài dinh thự Victorian tại Melbourne. Steve Bracks cảnh báo mọi hành động xâm phạm sự riêng tư của gia đình Minogue do các paparazzi đều không được pháp luật Úc tha thứ. Phát biểu này của Bracks trở thành câu nói tiêu biểu trong việc chỉ trích các paparazzi.
Minogue trải qua cuộc phẫu thuật vào ngày 21 tháng 5 năm 2005 tại bệnh viện Cabrini ở Malvern và xạ trị sau đó không lâu. Vào ngày 8 tháng 7 năm 2005, cô lần đầu tiên xuất hiện sau cuộc phẫu thuật khi đến thăm làng trẻ em ung thư tại bệnh viện Royal Children của thành phố Melbourne. Cô trở lại Pháp để bắt đầu xạ trị ở Institut Gustave-Roussy, Villejuif, gần Paris. Vào tháng 12 năm 2005, Minogue phát hành đĩa đơn kỹ thuật số "Over the Rainbow", một bản thu âm trực tiếp từ Showgirl Tour. Quyển sách dành cho trẻ em của cô, The Showgirl Princess, được viết trong thời gian nghỉ dưỡng, được xuất bản tháng 10 năm 2006, và dòng nước hoa "Darling" lên kệ vào tháng 11. Xuất hiện trên chương trình The Ellen DeGeneres Show tại Mỹ, Minogue nói bệnh ung thư của cô đã từng bị chẩn đoán nhầm và: "Một người nào đó trong trang phục trắng và dùng những dụng cụ y tế thì không phải lúc nào cũng đúng, nhưng sau đó cô cũng tỏ lòng kính trọng của mình với các bác sĩ. Minogue gây nên nhiều ảnh hưởng khi công bố quá trình chẩn đoán và điều trị ung thư của mình; vào tháng 5 năm 2008, Thủ tướng Văn hóa Pháp Christine Albanel phát biểu "Các bác sĩ ngày nay còn đề cập đến 'hiệu ứng Kylie' để ủng hộ những phụ nữ trẻ đến kiểm tra định kỳ."

## Di sản
Vào tháng 2 năm 2012, VH1 xếp Minogue ở vị trí thứ 47 trong danh sách "100 người phụ nữ vĩ đại nhất trong âm nhạc" và hạng 49 trong "50 người phụ nữ vĩ đại nhất kỷ nguyên video". The Official Chart Company thông báo cô là ca sĩ bán chạy thứ 12 tại Vương quốc liên hiệp Anh và là nữ nghệ sĩ bán chạy thứ 3, với doanh số 10.1 triệu đĩa. Theo British Phonographic Industry (BPI), Minogue được chứng nhận 27 lần từ tất cả các album phòng thu và đĩa đơn. Vào tháng 1 năm 2011, Kỷ lục Guinness thế giới chứng nhận Kylie là nghệ sĩ có nhiều thập niên liên tiếp có album đạt top 5 nhất. Năm 2008, cô là nữ nghệ sĩ đầu tiên nhận giải Music Industry Trust, công nhận 20 năm sự nghiệp ca hát và được vinh danh là "một biểu tượng nhạc pop và phong cách". Minogue còn là nghệ sĩ đầu tiên trong lịch sử xếp hạng nhạc dance Mỹ nắm giữ 2 trong 3 thứ hạng đầu tiên. Cô đã bán hơn 70 triệu đĩa thu âm trên toàn cầu.

## Danh sách đĩa nhạc
- Kylie (1988)
- Enjoy Yourself (1989)
- Rhythm of Love (1990)
- Let's Get to It (1991)
- Kylie Minogue (1994)
- Impossible Princess (1997)
- Light Years (2000)
- Fever (2001)
- Body Language (2003)
- X (2007)
- Aphrodite (2010)
- Kiss Me Once (2014)
- Kylie Christmas (2015)

## Chuyến lưu diễn
- Disco in Dream (1989)
- Enjoy Yourself Tour (1990)
- Rhythm of Love Tour (1991)
- Let's Get to It Tour (1991)
- Intimate and Live (1998)
- On a Night Like This (2001)
- KylieFever2002 (2002)
- Showgirl: The Greatest Hits Tour (2005)
- Showgirl: The Homecoming Tour (2006–07)
- KylieX2008 (2008–09)
- For You, For Me (2009)
- Aphrodite World Tour (2011)
- Anti Tour (2012)
- Kiss Me Once Tour (2014–15)
- Kylie Summer 2015 (2015)

## Sự nghiệp điện ảnh
- The Delinquents (1989)
- Street Fighter (1994)
- Bio-Dome (1996)
- Moulin Rouge! (2001)
- Jack & Diane (2012)
- Holy Motors (2012)
- San Andreas (2015)